# بايبي لوني تيونز
بايبي لوني تيونز هو سلسلة رسوم متحركة أمريكية التي تظهر شخصيات لوني تيونز وهم رضع أو صغار، أُنتج من قبل وارنر بروس أنيميشن .عُرض لأول مرة كسلسلة كاملة في 3 يونيو 2001 على محطات WB من 2001 إلى 2003. ثم نُقل العرض إلى كرتون نتورك في عام 2004 إلى أن توقف عرضه في 16 أكتوبر 2006. أُعيد بثه على قناة كرتون نتورك من 2006 إلى 2010. أُنتج من هذه السلسلة 53 حلقة.
ركزت السلسلة على مشاكل العالم الحقيقي والأخلاق التي يمكن أن يتعرض لها الأطفال مثل المشاركة وفهم المشاعر واللعب مع الآخرين. يعيش أطفال لوني تونز أولاً مع الجدة ، ولكن ابتداءً من الموسم الرابع ، يتم الاعتناء بهم من قبل جليسة الأطفال فلويد.
عُرضت النسخة العربية من المسلسل لأول مرة على قناة سبيستون عام 2005 مدبلج من قبل مركز الزهرة ثم اعيدت دبلجته من قبل استديوهات ايمدج برودكشن هاوس عرض على قناة كرتون نتورك بالعربية في فقرة كارتونيتو في عام 2010.

## الشخصيات
الشخصيات الرئيسية هي:
- بايبي باغز (مؤدي الصوت:سامويل فنسنت، المدبلج العربي: داني بستاني) - يقول أنه الأكبر بين الأطفال، والذي يعني أنه الزعيم. لكن عادة ما يتنازع بشأن هذا، خاصة مع لولا ودافي.
- بايبي لولا (مؤدية الصوت: بريت مكيليب، المدبلجة العربية: ميرنا الحسيني) - هي الثانية في الصدارة بعد باغز لكن في بعض الأحيان تتغير. تتمتع باءستقلالية أكثر من غيرها ولها اتجاهات أكثر صبيانية من الفتيات الأخريات.
- بايبي دافي (مؤدي الصوت:سامويل فنسنت، المدبلج العربي: عماد فغالي) - في كثير من الأحيان يتبع نفسه ويريد دائما تحقيق مكاسب شخصية. عندما تبدأ المشاكل، يقول أنها تنقلب عليه بشكل غير عادل. ولا يلاحظ الإزعاج الذي يسببه للآخرين. ويقول أنه يتصرف بحسن نية.
- بايبي ميليسا (مؤدية الصوت: جانسي جايد، المدبلجة العربية: ألين سعادة) - ترافق في كثير من الأحيان بيتونيا. هي نوعا ما طموحة للغاية ومفكرة مع طبيعة لطيفة، ولكن في بعض الأحيان يمكن أن تكون مهووس بالسيطرة.
- بايبي بيتونيا (مؤدية الصوت: جيارا زاني، المدبلجة العربية: جيهان الملا) - ترافق في كثير من الأحيان ميليسا. هي الأذكي من الأطفال الآخرين وفضولها لا يشبع.
- بايبي تاز - تصرفاته لطيفة جدا، وهو في كثير من الأحيان يخطئ بين الأشياء والأغذية وأحيانا يكسر الأشياء بسبب دورانه. و شعوره بالمرح يتجاوز الآخرين، وغالبًا ما يكون الطفل الباكي.
- بايبي تويتي - الأصغر سنا وأصغر حجما في العصابة. لا يفكر كثيرًا لأنه يأتي بأفكار الآخرين. هو حساس جدا حول كونه صغير (والتي يجب أن يتغلب عليه في معظم الحلقات التي تتمحور عنه) وهو متشوق لمعرفة ما الذي يواجهه.
- بايبي سيلفستر (مؤدية الصوت: تيري كلاسين، المدبلجة العربية: رنا الرفاعي) - في بعض الأحيان يكون خجول ومتردد وهذا يجعله هدفا سهلا لخداع دافي والتجارة معه. نادرا ما يقوم باستخدام مخالبه. و يحب الحصول على الاهتمام من غراني أكثر من الآخرين.
- غراني (مؤدية الصوت: جوون فوراي، المدبلجة العربية: رانيا مروة) - هي توفر الحب والرعاية للصغار لتبقيهم سعداء. تبهرالصغار بحكمتها وقدرتها على التغلب على المشاكل عندما تنشأ.
- فلويد مينتون (مؤدي الصوت: برايان دراموند، المدبلج العربي: عبدو حكيم) - ابن أخ غراني، يكون مشغول بسبب مسؤولية أخذ الصغار في نزهات. في كثير من الأحيان يبقي عينه على واحدة من الصغار في كل حلقة فردية خلال الموسم 2.

## شخصيات أخرى
تظهر عادة خلال الأغاني وأحيانا في بعض الحلقات.
- بايبي بوركي
- بايبي إلمر
- بايبي سام
- بايبي غوسايمر
- بايبي مارفن
- بايبي رود رانر

## الأصوات العربية

### نسخةمركز الزهرة
- بايبي باغز باني - زياد الرفاعي
- بايبي لولا باني - سمر كوكش
- بايبي دافي داك - محمد حداقي
- بايبي تاز - محمد خرماشو

بايبي سلفستر - منصور السلطي
- بايبي ميليسا غير معروف
- بايبي بيتونيا غير معروف
- بايبي تويتي - سمر كوكش
- غراني - امنة عمر

### نسخةايمدج برودكشن هاوس
- بايبي باغز باني - داني بستاني

- بايبي لولا باني - ميرنا الحسيني

- بايبي دافي داك - عماد فغالي

- بايبي سلفستر - رنا الرفاعي

- بايبي تاز - عبدو حكيم

- بايبي ميليسا - ألين سعادة

- بايبي بيتونيا - جيهان الملا

## موسيقى
أغاني السلسلة من تأليف ملحنين أغاني الرسوم المتحركة المخضرمين ستيفن بيرنشتاين وجولي بيرنشتاين. تم ترشيحهم لجائزة «دايتايم إيمي» (الإنجاز المتميز في الموسيقى والتأليف) في 2006.

## الروابط الخارجية
- بايبي لوني تيونز على موقع IMDb (الإنجليزية)
- بايبي لوني تيونز على موقع ميتاكريتيك (الإنجليزية)
- بايبي لوني تيونز على موقع روتن توميتوز (الإنجليزية)
- بايبي لوني تيونز على موقع كينوبويسك (الروسية)
- بايبي لوني تيونز على موقع ألو سيني (الفرنسية)
- بايبي لوني تيونز على موقع قاعدة بيانات الفيلم (الإنجليزية)